# Червоне, синє, зелене
«Червоне, синє, зелене» (рос. «Красное, синее, зелёное») — радянський фільм 1966 року, знятий на кіностудії «Мосфільм».

## Сюжет
Перший кольоровий телевізійний ігровий фільм-ревю. Три інтермедії про те, що до своєї роботи треба ставитися з душею, і тоді навколишній світ буде розмальований всіма кольорами веселки.

## У ролях
- Валентина Решетнікова — Вероніка
- Георгій Віцин — директор музею
- Олексій Смирнов — продавець іграшок
- Савелій Крамаров — реєстратор РАГСу
- Марина Денисова — дівчинка в магазині іграшок
- Олена Бикова — епізод
- Д. Добровольська — епізод
- І. Михальченко — епізод
- Т. Нащокіна — епізод
- О. Христовська — епізод
- Олександр Жеромський — наречений
- Юрій Гомозов — епізод
- Володимир Шишкін — епізод
- Леонід Швачкин — виконавець частівок
- О. Ісєєв — епізод
- Ю. Пирогов — епізод
- Юрій Соковнін — епізод

## Знімальна група
- Режисер — Михайло Григор'єв
- Сценаристи — Дмитро Іванов, Володимир Трифонов
- Оператори — Валентин Железняков, Михайло Пресняков
- Композитор — Георгій Фіртич
- Художник — Леонід Перцев